# 四阪製錬所
株式会社四阪製錬所（しさかせいれんしょ）は、愛媛県新居浜市に本社を置く住友金属鉱山の子会社。2010年10月1日に住友金属鉱山の四阪工場（愛媛県今治市四阪島）が分社化されて誕生した。

## 概要
四阪島では銅･ニッケルの精錬終了後、1977年から電炉メーカーの産出する製鋼煙灰から粗酸化亜鉛の製造を行なっていた。しかし、製鋼煙灰の集荷量低迷で粗酸化亜鉛事業が低迷しており、事業特化による収益改善を目指すため分社化された。

## 事業所
- 本店 - 愛媛県新居浜市西原町3丁目5-3
- 工場 - 愛媛県今治市宮窪町四阪島